# André Oltramare
Pour les articles homonymes, voir Oltramare.
André Oltramare, né le 11 août 1884 à Genève et mort dans la même ville le 25 août 1947, est  un latiniste professeur à l'université de Genève, et une personnalité politique genevoise, membre du Parti socialiste.

## Biographie

### Famille
André Oltramare est né dans une famille d'érudits : tant son père que son grand-père ont occupé une chaire de latiniste à l’Université de Genève, il était le frère de Georges Oltramare et le petit-fils d'Antoine Carteret.
Il était le compagnon de la philosophe Jeanne Hersch.

### Études et carrière professionnelle
Après des études de lettres classiques à Genève et à Berlin, André Oltramare devient maître de latin au collège et à l'école supérieure de jeunes filles de Genève (1908-1928) puis professeur de langue et littérature latines à l'université de Genève (1928-1947). Lors de ses études, il devient membre de la société suisse des étudiants de Zofingue.

### Engagement associatif et carrière politique

#### Fondation de l'Union sociale
En 1919, il participe à la fondation de l'Union sociale (rebaptisée "Pour l'avenir" en 1921), une fondation destinée à soutenir financièrement les élèves du secondaire issus de familles en difficulté dans un contexte où les bourses scolaires, apparues en 1949, n’existaient pas encore à Genève.

#### Conseiller d'État genevois
André Oltramare adhère au parti socialiste en 1922 et est élu conseiller d’État en 1924. Il est chargé de l’Instruction publique. Il n’est pas réélu en 1927. Son action à la tête du Département de l'Instruction publique est marquée par un projet d’introduction d’une « école moyenne », un tronc commun permettant de créer la jonction entre l’enseignement primaire et secondaire dans un contexte où l’accès à l’enseignement secondaire, -payant,- est encore réservé à une petite élite. Si la non-réélection d’André Oltramare empêchera la réalisation de son projet, ce dernier est néanmoins considéré comme précurseur du Cycle d’orientation qui fera son apparition dans la décennie 1960. Par ailleurs, à l’occasion de la célébration de l'Escalade en 1925, une circulaire de sa part invite professeurs et instituteurs à insister sur l’état social de l’époque plutôt que sur les faits militaires en évitant les chants guerriers. Cette demande provoque de vives réactions chez ceux qui l’accusent de manque de patriotisme. Dans le même esprit pacifiste, il fait retirer les gravures militaires des écoles.

#### Héritage politique
L'action d'André Oltramare pour la démocratisation de la culture a trouvé un aboutissement dans l’ouverture en 1931, dans l’école de la Madeleine, de la « bibliothèque moderne », placée sous la direction d’Hélène Rivier mais dont André Oltramare était l’initiateur. Inspiré du modèle anglais, il s’agissait du premier établissement genevois de prêt de livres gratuit. Lors de son discours d’ouverture, André Oltramare insista sur la nécessité d’y créer à l’avenir une section de jeunesse (projet réalisé en 1933) et de la compléter par un service d’automobiles-bibliothèques à destination des communes rurales (projet réalisé en 1962 sous le nom de bibliobus).

#### Lancement du Conseil suisse des associations pour la paix
À la sortie de la Seconde guerre mondiale, André Oltramare a présidé au lancement du Conseil suisse des associations pour la paix, dont les objectifs conciliaient pacifisme et réalisations sociales.

#### Conseiller national
De 1946 à sa mort un an plus tard, il siège au Conseil national où il avait remplacé Jacques Rosselet. Durant ce bref laps de temps, André Oltramare obtient une augmentation conséquente de la subvention accordée au Don suisse, insiste pour que soit maintenue l’interdiction d’exporter des armes, participe à la mise sous toit de l’AVS ainsi qu’à une discussion sur le droit au travail et dans une de ses interpellations les plus remarquées, invite le Conseil fédéral à prendre des dispositions pour que les objecteurs de conscience puissent effectuer un service civil.

## Distinctions
- Docteur honoris causa de l'université de Lyon (1937)
- Chevalier de la Légion d'honneur (1937)

## Publications
- Les origines de la diatribe romaine, Lausanne - Paris, Payot, 1926, 315 p. (présentation en ligne)